# Pauli Pöyhiä
Pauli Pöyhiä (ur. 1987) – fiński kulturysta i strongman.

## Życiorys
Jego miastem rodzinnym są Helsinki. Odbył półroczną służbę wojskową. Choć chciał służyć dalej, musiał odejść z wojska ze względu na pierwsze zawody kulturystyczne, w jakich przyszło mu uczestniczyć. Studiował na uczelni Länsi − Uudenmaan Koulutuskeskus, będącej wyższą szkołą sportową.
Członek fińskiej organizacji kulturystycznej Bodybuilding Alliance, a także Międzynarodowej Federacji Kulturystyki i Fitnessu (IFBB). Sportem zajmuje się od 2008 roku. Dwukrotnie zdobywał brązowy medal, a jednokrotnie srebrny medal w mistrzostwach Finlandii w kulturystyce. Ma sto siedemdziesiąt pięć centymetrów wzrostu. Obwód jego bicepsa wynosi pięćdziesiąt centymetrów.
Jest także strongmanem. W 2014 roku nazwano go najsilniejszym mężczyzną miasta Vihti. Zdolny do przeciągania ciężarówek.
W marcu 2016 wziął wraz z grupą innych fińskich kulturystów wziął udział w charytatywnym meczu hokejowym, z którego przychody przeznaczone zostały na wsparcie szpitala dziecięcego.
Mieszka w miejscowości Nummela w prowincji Finlandia Południowa. Właściciel siłowni GYM-72. Pracuje jako trener osobisty. Rozwiódł się z żoną w 2015 roku. Ma córkę.

## Warunki fizyczne
- wzrost: 175 cm
- waga w sezonie zmagań sportowych: ok. 90 kg
- waga poza sezonem zmagań sportowych: ponad 100 kg
- obwód bicepsa: 50 cm